# Kanavasaari (ö i Norra Savolax, Varkaus, lat 62,31, long 27,91)
Kanavasaari är en ö i Finland.   Den ligger i kommunen Varkaus i den ekonomiska regionen  Varkaus ekonomiska region  och landskapet Norra Savolax, i den sydöstra delen av landet, 280 km nordost om huvudstaden Helsingfors.